# Fiona Ferro
Fiona Ferro (Libramont, 12 de março de 1997) é uma tenista profissional francesa nascida na Bélgica. Fiona ganhou dois títulos de simples na Associação de Tênis Feminino (WTA) e quatro títulos de simples no circuito feminino da ITF. Ela tem a melhor classificação de simples da WTA de posição 39, alcançada em 17 de maio de 2021. Ela é patrocinada pela Lacoste, Yonex e WellJob.

## Vida pessoal
Fiona nasceu em Libramont, Bélgica, filha de uma mãe belga, Catherine, e um pai francês-italiano, Fabrizio. Os pais de Fiona possuíam um restaurante na Bélgica quando ela nasceu. Os Ferros se mudaram para o sul da França quando Fiona tinha apenas um ano. Em 2018, os pais de Fiona eram os proprietários de dois hotéis em Valbonne, França. Fiona tem dois irmãos mais velhos, Gianni e Paolo, e um irmão mais novo, Flavio. Fiona começou a jogar tênis quando tinha sete anos em sua cidade natal de Valbonne.
Em 2022, Fiona denunciou seu ex-treinador Pierre Bouteyre [en] por suposto estupro e agressão sexual que ocorreram quando ela tinha entre quinze e dezoito anos.

## Carreira júnior

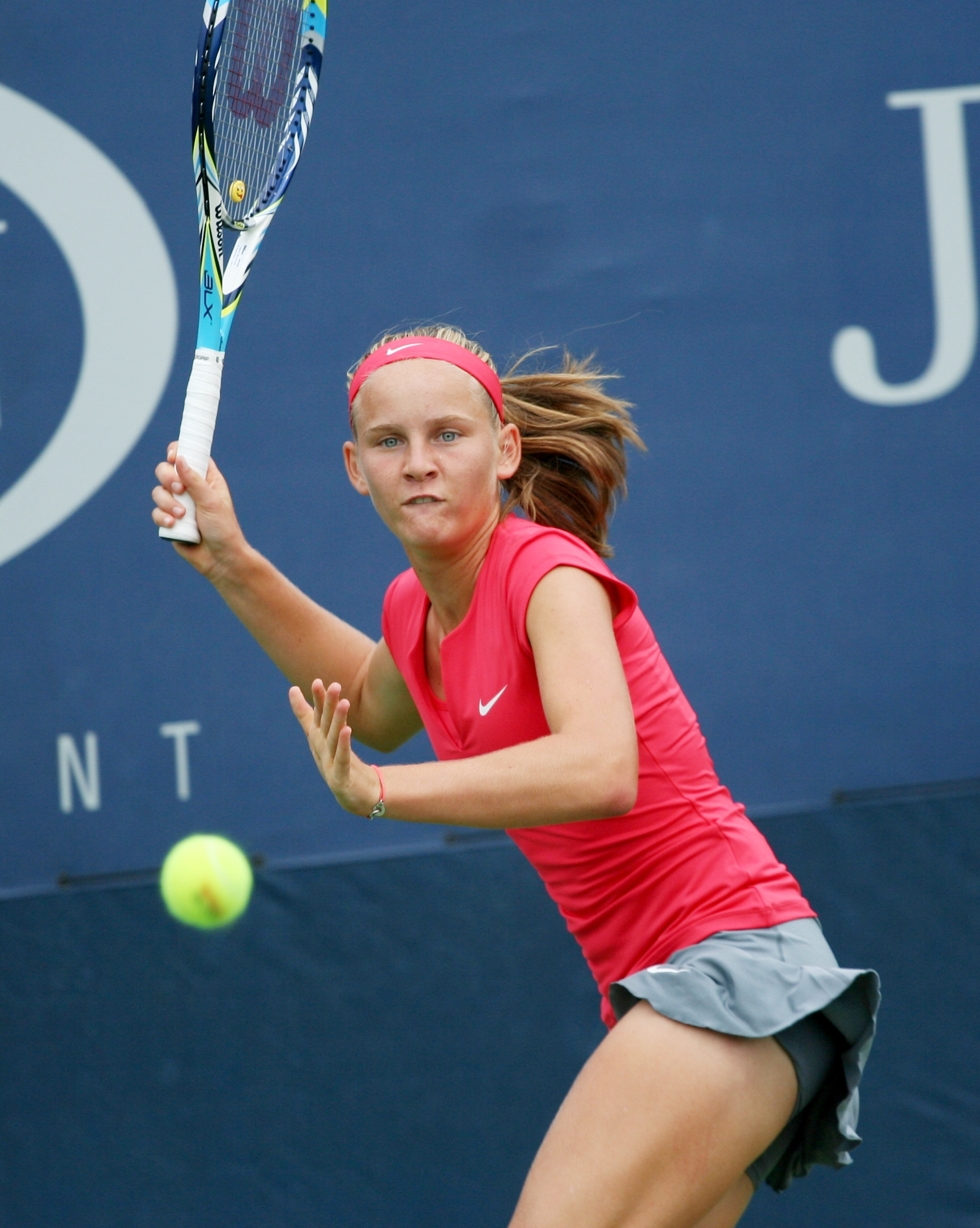
Ferro no US Open Jr de 2013.

Ferro foi campeã nacional feminina da França nas categorias 12-13 anos, 15-16 anos e 17-18 anos. Ela teve uma classificação combinada júnior da ITF, a melhor de sua carreira, no 27º lugar do mundo, alcançada em 3 de junho de 2013.

## Carreira profissional

### 2012–2016
Ferro fez sua estreia no Circuito Feminino da ITF no torneio de quadra dura coberta de US$ 25k, realizado no final de janeiro de 2012 em Grenoble, França; ela só entrou no evento de simples daquele torneio, perdendo na primeira rodada da qualificatória. Ela jogou apenas nos eventos individuais de oito torneios no Circuito ITF de 2012.
Ela jogou apenas nos eventos individuais de onze torneios no Circuito ITF de 2013. Sua posição de simples no ranking da WTA no final do ano de 2013 foi a número 557 do mundo, em comparação com a posição 1.062 do mundo em 11 de fevereiro de 2013.
Ferro fez sua estreia em simples no WTA Tour no Internationaux de Strasbourg de 2014; como "wild card", ela perdeu na primeira rodada da qualificatória para Yuliya Beygelzimer.
Ela fez sua estreia no Grand Slam de simples no Aberto da França de 2014, depois de receber um "wild card" para a chave principal de simples, onde perdeu na primeira rodada para a 16ª "cabeça de chave", Sabine Lisicki.
Em junho de 2016, Ferro encerrou a colaboração jogador-treinador com Pierre Bouteyre [en]. Ele era seu treinador desde 2010.
Ferro então fez sua estreia no WTA Challenger Tour na chave de simples do Open de Limoges, depois de receber um "wild card" para a chave principal, onde perdeu na primeira rodada para Ivana Jorović [en].

### 2017
No final de fevereiro, Ferro jogou sua primeira partida do ano e apenas sua terceira partida de simples de chave principal do WTA Tour no Aberto do México, depois de derrotar duas jogadoras de classificação mais alta (Samantha Crawford e Tatjana Maria) em partidas da qualificatória, perdendo na primeira rodada da chave principal para a 5ª cabeça de chave, Christina McHale. Em abril, Ferro disputou sua segunda e terceira partidas de simples de chave principal do WTA Tour de 2017 em Bogotá e Istambul, respectivamente, depois de vencer duas partidas da qualificatória em cada torneio; ela perdeu na primeira rodada para jogadoras cabeças de chave (para Johanna Larsson em Bogotá e Sorana Cîrstea em Istambul) em ambos os torneios.
No final de 2017, Ferro fez as malas e mudou-se para Paris para treinar no Centre National d'Entraînement (CNE) para aproveitar as excelentes instalações que ali existem. Seu treinador de tênis era Stéphane Huet [en] e ela também tinha um preparador físico e um preparador mental que compartilhava com outros jogadores que treinavam no CNE.

### 2018
Em 11 de fevereiro, Ferro conquistou seu primeiro título de simples da ITF em Grenoble [en]. Ela teve que vencer três partidas da qualificatória para chegar à chave principal de simples de um evento do WTA Tour pela primeira vez em 2018, no International de Rabat, perdendo na primeira rodada da chave principal para outra vinda da qualificatória, Paula Badosa Gibert. Ferro também jogou em Estrasburgo, onde entrou na chave principal de simples como "wild card", perdendo na primeira rodada para a sexta cabeça de chave Tímea Babos.
Ferro recebeu um "wild card" para a chave principal de simples do Aberto da França, assim como fez em 2014, 2015 e 2017. Ela venceu a primeira partida da chave principal de simples do Grand Slam de sua carreira e também conquistou sua primeira vitória na carreira sobre uma jogadora classificada entre as 100 primeiras no Aberto da França ao derrotar a número 61 do mundo, Carina Witthöft, na primeira rodada. Ela perdeu para a terceira cabeça de chave, Garbiñe Muguruza na segunda rodada.
Em 22 de outubro de 2018, Ferro alcançou o recorde de sua carreira, ficando no 100º lugar no ranking de simples da WTA e se tornou a 43ª francesa a entrar no top 100 desse ranking.

### 2019: Primeiro título do WTA Tour

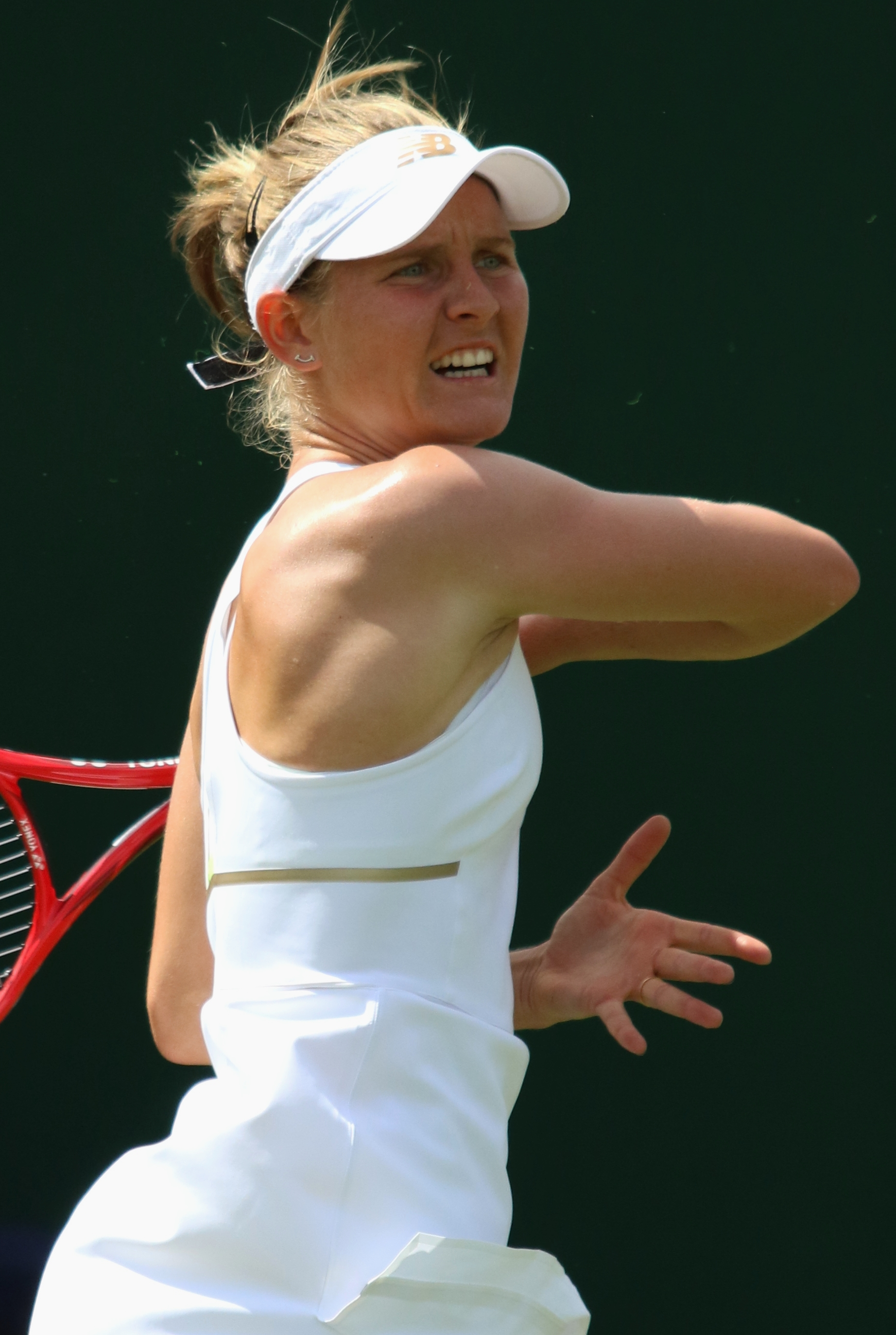
Ferro em Wimbledon, 2019.

No início de fevereiro, Ferro foi selecionada pela primeira vez para a equipe francesa da Fed Cup, para as quartas de final do Grupo Mundial, contra a Bélgica. Ela jogou apenas a partida de duplas (em parceria com Pauline Parmentier), que foi uma "partida morta" (para cumprir tabela), daquela eliminatória que a França venceu por 3-1. Ela e Parmentier perderam a partida contra Ysaline Bonaventure e Kirsten Flipkens em três sets.
Em julho, Ferro conquistou seu primeiro título de simples do WTA Tour em Lausanne, derrotando a defensora do título, Alizé Cornet na final.
No dia 18 de dezembro, Ferro anunciou em sua conta do Instagram que Emmanuel Planque [fr] seria doravante seu novo treinador. Sua colaboração jogador-treinador de dois anos com Stéphane Huet [en] terminou no final de outubro de 2019.

### 2020: Segundo título WTA, estreia no Top 50
No dia 9 de agosto, Ferro conquistou seu segundo título do WTA Tour, derrotando Anett Kontaveit na final do Palermo Ladies Open. Este foi o primeiro torneio desde que o tour foi interrompido devido à pandemia de coronavírus.
Ferro chegou à quarta rodada do Aberto da França, sua melhor atuação em um torneio de Grand Slam em sua carreira até aquele momento, onde foi derrotada pela quarta cabeça de chave e eventual vice-campeã, Sofia Kenin em jogo de três sets.
Ferro terminou o ano entre as 50 primeiras, na 42ª posição, pela primeira vez na carreira.

### 2021: Terceira rodada do Australian Open, Top 40

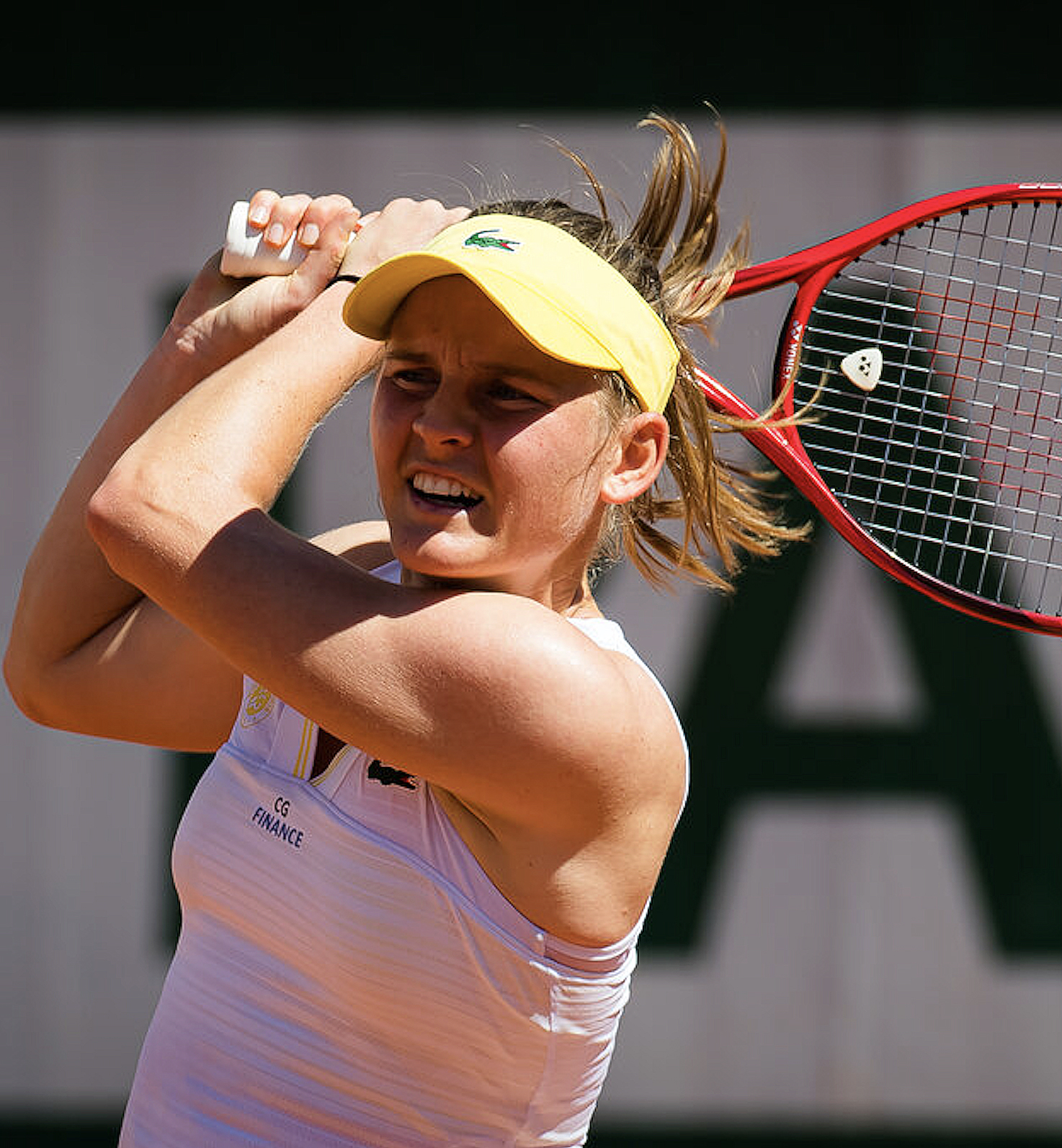
Ferro em Roland Garros, 2021.

Ferro chegou à terceira rodada do Australian Open, sua melhor atuação neste evento de Grand Slam em sua carreira até então, onde foi derrotada pela 15ª cabeça de chave Iga Świątek em jogo de três sets. Ela alcançou o 39º lugar no ranking em 8 de março. Depois disso, sua temporada foi marcada por lesões, incluindo uma em abril que a forçou a se retirar das quartas de final em Istambul, e depois uma antes do Aberto da França. Ela ainda conseguiu fazer, apesar da derrota, uma grande luta contra Jennifer Brady (13ª na época) na segunda rodada em jogo de três sets. Depois de uma temporada sem vitórias na grama, Ferro voltou ao saibro e chegou às quartas de final em Lausanne, derrotada por Clara Burel. Derrotada na segunda rodada dos Jogos Olímpicos de Tóquio por Sara Sorribes Tormo em sets diretos. Ferro esteve perto de derrotar Iga Świątek na segunda rodada do US Open: ela estava vencendo por 6–3, 2–0, mas acabou sofrendo a virada e perdeu por 6–3, 6–7, 0–6.
Ferro então alcançou as semifinais do torneio ITF de Santa Fé, na Califórnia, onde se retirou no terceiro set contra Elvina Kalieva [en]. Nas duas últimas competições do ano, ela perdeu para a canadense Françoise Abanda [en] nas finais da Billie Jean King Cup, e depois para Aliaksandra Sasnovich na primeira rodada em Linz, ambas as vezes em três sets.

### 2022–2023: Sem destaques, fora do Top 150
Ferro passou a temporada de 2022 sem nenhum destaque. Ela venceu um torneio de US$ 15k em Monastir em fevereiro de 2023, depois disso, chegou à final de um torneio de US$ 60k em Bellinzona. Tentou o Aberto da França, onde passou pela qualificatória, mas perdeu na primeira rodada da chave principal para Rebecca Peterson. Em junho, venceu um torneio de US$ 60k em Biarritz. No Grand Est Open 88, chegou à semifinal que perdeu para Arantxa Rus em sets diretos. Chegou à final do Barranquilla Open que perdeu para Tatjana Maria em sets diretos. Em outubro, ela chegou às quartas de final do Open Rouen Métropole onde perdeu para Viktorija Golubic em sets diretos.
Ferro encerrou a temporada na 161ª posição no ranking.

### 2024
Ferro iniciou a temporada pelo Canberra International, no qual passou pela qualificatória e chegou à segunda rodada da chave principal, que perdeu para Clara Tauson em jogo de três sets. No Australian Open, também passou pela qualificatória, mas perdeu para Mccartney Kessler [en] na primeira rodada da chave principal, em jogo de três sets.
Ferro iniciou a temporada em quadras de saibro em março, no Megasaray Hotels Open, no qual perdeu para a jogadora local, Zeynep Sönmez [en] na primeira rodada em jogo de três sets. Seu próximo destaque foi em maio, no Trophée Clarins, no qual chegou às quartas de final, que perdeu para a cabeça de chave N° 1 e eventual vice-campeã, Emma Navarro em sets diretos. Em seguida, recebeu um "wild card" para o Internationaux de Strasbourg, onde passou por Erika Andreeva na primeira rodada em sets diretos, mas perdeu para Anhelina Kalinina na segunda, em jogo de três sets. Também como "wild card" no Aberto da França, perdeu na primeira rodada para a compatriota, Diane Parry, em jogo de três sets.